# Глен Ален (Вирџинија)
Глен Ален (енгл. Glen Allen) насељено је место без административног статуса у америчкој савезној држави Вирџинија.

## Демографија
По попису из 2010. године број становника је 14.774, што је 2.212 (17,6%) становника више него 2000. године.
| Група             | 2000.         | 2010.         |
| Белци             | 9.314 (74,1%) | 9.185 (62,2%) |
| Афроамериканци    | 2.454 (19,5%) | 3.781 (25,6%) |
| Азијати           | 387 (3,1%)    | 925 (6,3%)    |
| Хиспаноамериканци | 217 (1,7%)    | 574 (3,9%)    |
| Укупно            | 12.562        | 14.774        |